# Ruslan Ternovoi
Ruslan Ternovoi (Penza, 10 de abril de 2001) é um saltador russo, especialista de trampolim e plataforma.

## Biografia
Ele ganhou a medalha de bronze nos eventos de trampolim de 3 metros e plataforma de 10 metros masculino nos Jogos Olímpicos de Verão da Juventude de 2018 em Buenos Aires sob a bandeira da Rússia. Como representante da equipe mista, também conseguiu o bronze no evento por equipes ao lado da ucraniana Sofiya Lyskun. No Campeonato Europeu de Saltos Ornamentais de 2019 em Kiev, repetiu o mesmo desempenho na prova de plataforma.